# Kich
Pour l’article homonyme, voir Kich (Iran).
Gishi est un village d'Azerbaïdjan situé dans le raion de Khojavend. Elle compte 1 234 habitants en 2005.